# Normativní smlouva
Normativní smlouva je smlouva, jejíž ustanovení jsou obecná a závazně regulují celou skupinu právních vztahů stejného druhu mezi relativně neurčitým počtem subjektů, a proto je formálním pramenem práva.
Nejčastější jsou v právu mezinárodním (mezinárodní smlouva), ve vnitrostátním právu jde např. o kolektivní smlouvu mezi zaměstnavatelem a odbory nebo o smlouvu veřejnoprávní, kterou mezi sebou mohou uzavírat veřejnoprávní korporace.